# Fritz Klocke (Heimatforscher)
Fritz Klocke (* 12. Oktober 1898 in Dessau; † 5. Januar 1978 in Ballenstedt) war ein deutscher Lehrer, Volkskundler und Heimatforscher.

## Leben
Nach der Lehrerausbildung und erfolgter Promotion war er im anhaltischen Ballenstedt aktiv, wo er ab 1925 den Aufbau und die Leitung des Heimatmuseums übernahm im 2. Obergeschoss des Großen Gasthofes. Zur Volkskunde des Nordharzes trug er in knapp 50-jähriger Feldarbeit umfangreiches Material zusammen, so wurden zum Beispiel 1947 die Großsteingräber bei Ermsleben durch ihn bekannt. Daneben schrieb er zahlreiche Aufsätze zur Lebensweise der Bevölkerung im Vorharz. Bei seinem Tod 1978 hinterließ er einen umfangreichen wissenschaftlichen Nachlass.

## Schriften (Auswahl)
- Ballenstedt, 1954 (Unser kleines Wanderheft)
- Harzgerode, 1956 (Unser kleines Wanderheft)
- 1000 Jahre Badeborn. Ballenstedt 1961.
- Harzer und Thüringer Hirten, Ballenstedt 1963